# Sphenostylis stenocarpa
Espèce
Synonymes
- Dolichos stenocarpus Hochst. ex A. Rich.[1] [2] [3]
- Sphenostylis congensis A.Chev.[1]
- Vigna ornata Welw. ex Baker[2] [3]

Sphenostylis stenocarpa est une espèce de plantes à fleurs dicotylédones de la famille des Fabaceae, sous-famille des Faboideae. C'est un arbuste originaire d'Afrique.

## Description
Ce sont des arbustes vivaces aux tiges grimpantes pouvant atteindre 3 mètres de haut.

## Utilisation
L'espèce est cultivée pour ses tubercules comestibles et pour ses graines contenues dans des gousses de 20 à 30 cm de long. C'est également une plante fourragère.